# Автомагистрала О-3 (Турция)
Автомагистрала O-3 в Турция (на турски: Otoyol 3) е автомагистрала, част от турската пътна мрежа. Дължината ѝ е 232 км, като всичките са в експлоатация.
Магистралата започва от град Одрин при връзката с път D-100, водещ до границата с България при ГКПП Капитан Андреево - Капъкуле, и стига до мегаполиса Истанбул. В по-голямата си част, от Одрин до Силиври, автомагистралата е с по три ленти за движение и аварийна лента във всяка посока, а в останалата част е с по две ленти за движение в посока.
По автомагистрала O-3 минава Европейски път Е80, свързващ Западна Европа с Истанбул и Близкия изток. Ползването на магистралата се заплаща с тол-такса.